# Ponte San Nicolò
Ponte San Nicolò é uma comuna italiana da região do Vêneto, província de Pádua, com cerca de 12.031 habitantes. Estende-se por uma área de 13 km², tendo uma densidade populacional de 925 hab/km². Faz fronteira com Albignasego, Casalserugo, Legnaro, Padova, Polverara.

## Demografia
| Variação demográfica do município entre 1861 e 2011                               |
|                                                                                   |
| Fonte: Istituto Nazionale di Statistica (ISTAT) - Elaboração gráfica da Wikipedia |